# Història dels llenguatges de programació
Els inicis de la història dels llenguatges de programació es remunten a l'any 1800. Va ser en aquest any, aproximadament, quan Babbage va crear una màquina analítica capaç de resoldre equacions diferencials, però els seus treballs són coneguts gràcies a Ada Lovelace (filla de Lord Byron) que va ser la seva col·laboradora.
Ada Byron és considerada la primera persona que es va iniciar en la programació, ja que va dissenyar les primeres instruccions que havia de realitzar la màquina analítica. Molt més tard i en honor seu, es va posar el nom d'ADA a un llenguatge de programació.
Però no és en realitat fins al 1945, Konrad Zuse va desenvolupar el Plankalkul (Pla de Càlcul) que es definiria com el primer llenguatge de programació algorítmic per formulació de problemes de naturalesa general.
Els primers programes considerats com a tals es van desenvolupar per l'EDSAC el 1949, es van crear llibreries de programes curts anomenats sub-rutines. El 1957 es crea el MATH-MATIC, un compilador comercial per l'UNIVAC, i el FLOW-MATIC que és el primer llenguatge pel processament de la informació. El mateix any neix un dels llenguatges més coneguts, el FORTRAN (Formula Translation) que realitzava operacions repetitives a través d'interaccions (loops).
El 1960 neix el COBOL (Common Bussines Oriented Language) que encara s'utilitza actualment. I es crea també el LISP (List Processor) per al desenvolupament de la Intel·ligència Artificial.
A partir d'aquí neixen els antecedents de programació més coneguts: BASIC (1964), Simula (1965), i el LOGO (1967).
Alguns dels llenguatges de programació d'avui són molt utilitzats en el món informàtic des de fa molts anys, és el cas de C++ que, nascut l'any 1985, es va convertir en l'estàndard de la programació orientada a objectes, i barreja les capacitats de C amb les possibilitats de manipulació d'objectes de Simula. És un llenguatge robust però complex. El seu fort és l'ús de classes que són variacions de la informació definides per l'usuari i actualment una de les eines de la programació més importants.
I finalment de JAVA. És fill de C++, va néixer com OAK el 1992, però es va donar a conèixer amb el seu nom actual el 1993. Es va convertir en bandera de la WWW en integrar la funcionalitat de C++ eliminant els seus problemes, adaptar-se a qualsevol plataforma i sent menys complex.
Actualment, podem parlar de molts tipus de llenguatges de programació, i hi ha també diferents formes de classificació.
Tenint en compte aquesta estructura jerarquitzada, es poden classificar segons el seu nivell jeràrquic en primera generació (de màquina), segona generació (Ensamblador), tercera generació (d'alt nivell) i quarta generació. (Vegeu Classificació dels llenguatges de programació)